# اچ‌ام‌اس سوپرب (۱۷۱۰)
اچ‌ام‌اس سوپرب (۱۷۱۰) (به انگلیسی: HMS Superb (1710)) یک کشتی است که طول آن ۱۴۳ فوت ۶ اینچ (۴۳٫۷۴ متر) می‌باشد.